# Jorge Mario Pardo Rebolledo
Jorge Mario Pardo Rebolledo (Xalapa, Veracruz, 1 de febrero de 1961) es un jurista mexicano, que desde el 10 de febrero de 2011 se desempeña como ministro de la Suprema Corte de Justicia de la Nación de México. El 1 de octubre de 2012 fue nombrado ministro presidente de la Primera Sala de la
Suprema Corte de Justicia de la Nación.

## Biografía
Abogado por la Escuela Libre de Derecho desde 1986, de la que se tituló tras la defensa de su tesis "La reclamación electoral ante la Suprema Corte de Justicia de la Nación". Maestro en Derecho por el Instituto de Investigaciones Jurídicas de Estudios Superiores. Estudió también derecho civil y familiar en la Universidad Autónoma de Barcelona.
Curso la Maestría en Derecho de Amparo y el Doctorado en Ciencias Penales en el Instituto de Ciencias Jurídicas de Estudios Superiores hoy Universidad Tepantlato.
En el año 2006 se hizo acreedor a la Presea Tepantlato: Mérito Académico. Esta distinción fue entregada en el Alcázar del Castillo de Chapultepec. 
En el ámbito profesional se ha desempeñado desde 1982 dentro de la Judicatura Federal, como Actuario Judicial, Secretario de Juzgado de Distrito, Secretario de Estudio y Cuenta del Pleno y de la Segunda Sala de la Suprema Corte de Justicia de la Nación , Juez de Distrito en el Estado de México en materias civil y penal, Magistrado de Tribunal Colegiado y, desde 2001, venía ejerciendo como Magistrado de Circuito del Cuarto Tribunal Colegiado en Materia Civil del Segundo Circuito con sede en Toluca.
Durante su desempeño como juez segundo de Distrito en Materia de Procesos Penales Federales en el Estado de México tuvo a su conocimiento el caso de Othón Cortés a quien se señalaba como copartícipe en el asesinato del candidato a la presidencia de la República Luis Donaldo Colosio por parte de la Procuraduría General de la República, y quien, al parecer, había sido sometido a tortura. Jorge Mario Pardo Rebolledo le declaró inocente.
En 2006 fue candidato a ser miembro del Consejo de la Judicatura Federal, sin embargo, en tal ocasión resultó elegido consejero Óscar Vázquez Marín.
Tras el retiro de los ministros Genaro Góngora Pimentel y Mariano Azuela Güitrón, en el año 2009, el presidente Felipe Calderón Hinojosa sometió una terna para suplir ambas vacantes en la Suprema Corte de Justicia, en la que estaba incluido Pardo Rebolledo al lado de Luis María Aguilar Morales, María Luisa Martínez Delgadillo, Jorge Adame Goddard, Eduardo Ferrer MacGregor y Arturo Zaldívar Lelo de Larrea, sin embargo, en tal ocasión el Senado eligió a Luis María Aguilar y a Lelo de Larrea.
Tras el fallecimiento de José de Jesús Gudiño Pelayo el 19 de septiembre de 2010, quedó abierta una nueva vacante en el Máximo Tribunal mexicano, respecto a la cual, en una segunda terna, el presidente de México propuso tres nombres: Jorge Higuera Corona, Jorge Mario Pardo Rebolledo y Alberto Gelacio Pérez Dayán. La votación realizada por el Senado el día 10 de febrero de 2011 arrojó como resultado la elección de Pardo Rebolledo con 97 votos a favor, tomando protesta inmediatamente.